# Adszorpció
 amely az anyagban való elnyelődést jelenti.
Az adszorpció (megkötődés) gáz, gőz vagy folyadékok megkötődése egy szilárd felületen. Az adszorpciónak jelentős szerepe van gázok, illetve folyadékok tisztításánál. Ez esetben egy adszorbens segítségével, amely egy szilárd porózus anyag (pl. aktív szén) megkötik a kívánt szennyeződéseket.
A szó latin eredetű. Ad jelentése hozzá, magához, sorbeo: elnyel, magába szív.

## Általános
Az adszorpció felületen történő, fizikai (fiziszorpció és/vagy elektrosztatikus vonzás) vagy fizikai-kémiai (kemiszorpció) folyamat. A kifejezés eredete latin: ad: -hoz, -hez (irányt fejez ki), sorptio: elnyelés.
Az adszorpció során az anyagok leggyakrabban van der Waals-kötéssel, ritkábban kemoszorpcióval kötődnek meg egy másik anyagnak (az adszorbensnek) a felületén. A jó adszorbens nagy fajlagos felületű, így különösen a kolloidok alkalmasak adszorbensnek (például az olyan lyukacsos szerkezetű anyagok, mint az orvosi szén). A megkötött anyag lehet gáz, folyadék vagy oldott szilárd anyag (kémiai részecskék szintjén atom, ion és molekula is).
Szelektív adszorpció esetén az adszorbens felületén csak bizonyos tulajdonságú (például adott töltésű, részecskeméretű vagy adott kémiai szerkezettel, például meghatározott funkciós csoporttal rendelkező) anyag kötődik meg.
Az adszorpciónak nagy a jelentősége a biológiai szervezetekben, így például a növények ionfelvételében, valamint az enzimreakciók mechanizmusában és ingerületátvivő folyamatokban. A vírusfertőzések első lépése is a vírus-részecskék megkötődése a sejt felületén.  A talaj szerkezetének kialakulásában is meghatározó szerepe van az adszorpciónak.
Az iparban is kihasználják a jelenséget, például az ioncserében ioncserélők elsősorban víz vagy más folyadékok tisztítására, az elválasztás-technikában (például a kromatográfia különböző típusaiban), szagelszívó és légkondicionáló berendezésekben, szintetikus gyantákban, levegő- és víztisztító berendezésekben, víztaszító felületek kialakítására, vagy a gyógyszerek hatásának optimalizálására.
A mindennapi életben is gyakran találkozunk adszorpcióval: ha hajunk vagy ruhánk „beszív” egy adott szagot vagy illatot, ha bőrünkbe felszívódik a krém, ha a papírtörlő felissza a folyadékot, vagy ha a festék vagy tinta megfogja a papírt (esetleg a bőrünket vagy a ruhánkat), szintén ezzel a jelenséggel van dolgunk. Az adszorpciót olyan köznapi praktikák során magunk is alkalmazzuk, mint például a pácolás.
Az adszorpció ellentéte a deszorpció: ennek során az adszorbens felületéről távozik a megkötött anyag.
A felületi megkötődés felületi energiához kapcsolódó jelenség. Energetikáját a fizikai kémiában izotermákkal értelmezik. Teller Ede munkássága is hozzájárult az adszorpció mélyebb megértéséhez – a BET (Brunauer-Emmett-Teller) modell (illetve a BET-izoterma) magyarázza, hogyan rendeződnek több rétegben a molekulák egy anyag felületén.

## Adszorbensek
Az adszorbensek olyan anyagok, amelyeknek a felülete alkalmas arra, hogy egy másik anyag fizikai kölcsönhatásokat vagy kémiai kötéseket alakítson ki: minél gyengébb a kölcsönhatás, annál nagyobb a jelentősége annak, hogy az anyag fajlagos felülete megfelelően nagy legyen. Mivel a kolloidok rendelkeznek a legnagyobb fajlagos felülettel, ezért a leggyakrabban használt adszorbensek (és a természetben legtöbbször előfordulók is) kolloidok.
Kedvező, ha az adszorbens jó hőstabilitással rendelkezik és porózus szerkezetű, kis pórusmérettel.
Az adszorbensek általában vagy hidrofil és poláris anyagok vagy szén alapú (apoláris, hidrofób anyagok), esetleg polimerek, melyeknek meghatározott szerkezetben poláris vagy apoláris funkciós csoportjai segítik az adszorpciót.
Néhány gyakori adszorbens:
- szilikagél
- zeolitok (zeolitcsoport ásványai)
- aktív szén (orvosi szén)
- fehérjék
- műanyag polimerek.